# Fotovoltaická elektrárna Chrudichromy
Fotovoltaická elektrárna Chrudichromy je desátou největší FVE v Česku. Z hlediska výkonu 10 MW a výkonu panelů je možné spočítat, že obsahuje několik desítek tisíc panelů typu CNPV-280P a CNPV-285P  disponující výkonem 280 W resp 285 W . Fotovoltaická elektrárna Chrudichromy se rozprostírá na ploše cca 18 hektarů půdy. Výstavba elektrárny byla realizována ve dvou etapách. V první etapě byla realizována FVE Chrudichromy I, o výkonu 5,019 MW, v druhé etapě pak FVE Chrudichromy II, o výkonu 5,027 MW. Spuštění obou bloků proběhlo 23. 12. 2010.

## Majitele a umístění elektrárny
Elektrárna je umístěna v Jihomoravském kraji v okrese Blansko. Zde také leží také vesnice Chrudichromy v jejíž katastrálním území je elektrárna postavena. Majitelem FVE Chrudichromy I je olomoucká společnost Photon Forest s.r.o. , zatímco vlastníkem druhé poloviny Chrudichromy II je podnikatelský subjekt Photon Park s.r.o.